# Charles Swinhoe
Charles Swinhoe, född den 27 augusti 1838 i Calcutta, död den 2 december 1923 i London, var en engelsk militär och naturforskare. Han var bror till Robert Swinhoe.
Swinhoe deltog i Krimkriget och kom tillbaka till Indien efter sepoyupproret. Han gjorde karriär i brittisk-indiska armén, där han befordrades till överstelöjtnant 1881 och överste 1885. Swinhoe hade dessförinnan tjänstgjort i Kandahar under lord Roberts 1880. Han samlade 341 fåglar där och under marschen tillbaka till Indien samt beskrev dem i The Ibis (1882). Swinhoe samlade även in insekter, främst fjärilar. Han var en av de åtta grundarna av Bombay Natural History Society. Société entomologique de France valde honom till hedersledamot.